# Juhász család
A nemespanni vagy kislapási Juhász család egy Nyitra vármegyei és Verebélyi széki érseki nemesi család.
A család neve eredetileg Hajas volt, állítólag 1596-ban Hajas Benedek Rudolftól szerzett címeres nemeslevelet. A hagyomány szerint ez akkor veszett el, amikor mint hadparancsnok török fogságba került. Érsekújvár török parancsnoka (1663-1685 között) ekkor juhokat őriztetett vele és innen maradt rajta a Juhász név. Ebből származik a család eredetmondája is, mely a Zülfikár lakomája néven vált ismertté az irodalomban.
Hajas másként Juhász Benedek és Tamás, illetve mások 1622. július 6-án II. Ferdinándtól kapott újabb nemeslevelet, melyet 1623-ban hirdettek ki Nyitra vármegyében, majd Benedek, felesége Lapásy Judit révén királyi adományt kapott Kislapásra. Ebbe a nyitrai káptalan beiktatta. Így kerülhettek Sopron vármegyéből Nyitra vármegyébe, már Juhász néven.
Mivel a Juhász foglalkozást jelölő családnév gyakori a Nyitra vidékén is, ezért az egyes családtagok azonosítása gyakran nehézségekbe ütközik.
1570-ben Melleken Hajas Imre és fia Gergely, Verebélyen Juhász Pál, 1664-ben Kislapáson Albert, Lapásgyarmaton Ádám, Nemespannon István, Nagycétényben Mátyás, Gergely és István, Tardoskedden György, Verebélyen György és fia Ferenc, András, Farkas és Márton szerepelt a török adóösszeírásokban. a 17. század végén kiscétényi Kovács Máté Juhász Pétertől vásárolt birtokrészeket Kiscétényben. A 17. században Vágújhelyen is birtokosok voltak, később a család egy ága Nemespannon és környékén élt.
Juhász István 1730-ban kapott érseki adományt Nemespannon az Alsó Osztályban, valószínűleg felesége Pallya Katalin (az 1699-ben adományos Miklós lánya) révén szerzett birtokrészeire. A 18. század elején a Marczy családdal álltak közeli rokonságban. Az 1752-es dikális összeírásban Nemespannon István, az 1754-es nemesi összeírásban György és István szerepelnek Nemespannon. 1756. augusztus 10-én Nyitra vármegye Juhász Istvánnak és fiainak Jánosnak, Ferencnek, Józsefnek és Mihálynak, továbbá Juhász István testvérének Györgynek részére adott ki nemesi bizonyságlevelet, melyet 1790-ben Komárom vármegyében, 1833-ban pedig a verebélyi székben is kihirdettek József részére. 1779-ben Nemespannon József, Mihály és János szerepelnek a nemesi összeírásban. 1784-ben az Alsó Osztályban József és Mihály a Közép Osztályban pedig János özvegye voltak birtokosok. 1797-ben is utóbbiakot írták össze a faluban, Tardoskedden pedig Józsefet (ő 1 lovast állított ki). 1820. december 2-án Juhász János kapott nemesi bizonyságlevelet. 1838-ban Juhász Pál 5800 pengő forinton 32 évre zálogba vette Fábry Alajos tardoskeddi egész belső Curiáját (nemesi birtokot, külső tartozandóságok szerint fél Curia). 1896-ban Nemespannon János, Mihály és József éltek.
Valószínűleg ide tartozik Juhász Katalin Heringh János özvegye, akinek 1746-ban Csery János kiscétényi birtokrészének felét örökösen bevallotta.
Kislapási Juhász Istvántól és feleségétől Marsovszky Teréztől származó Zsigmond (1811-?) első felesége dicskei Kovács Anna volt, így a család egy ága Dicskére is elszármazott, de a birtokaikat főként árendába adták.
1841-ben Nyitra vármegyétől több családtag kapott nemesi bizonyságlevelet, melyet 1843-ban hirdettek ki Fejér vármegyében. A család Esztergom és Komárom vármegyébe (1790) is elszármazott.

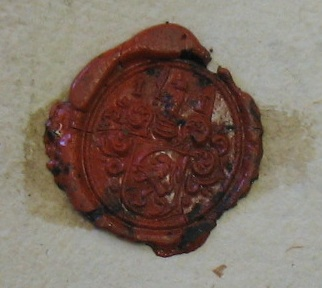
Juhász József verebély széki esküdt pecsétje (1770)
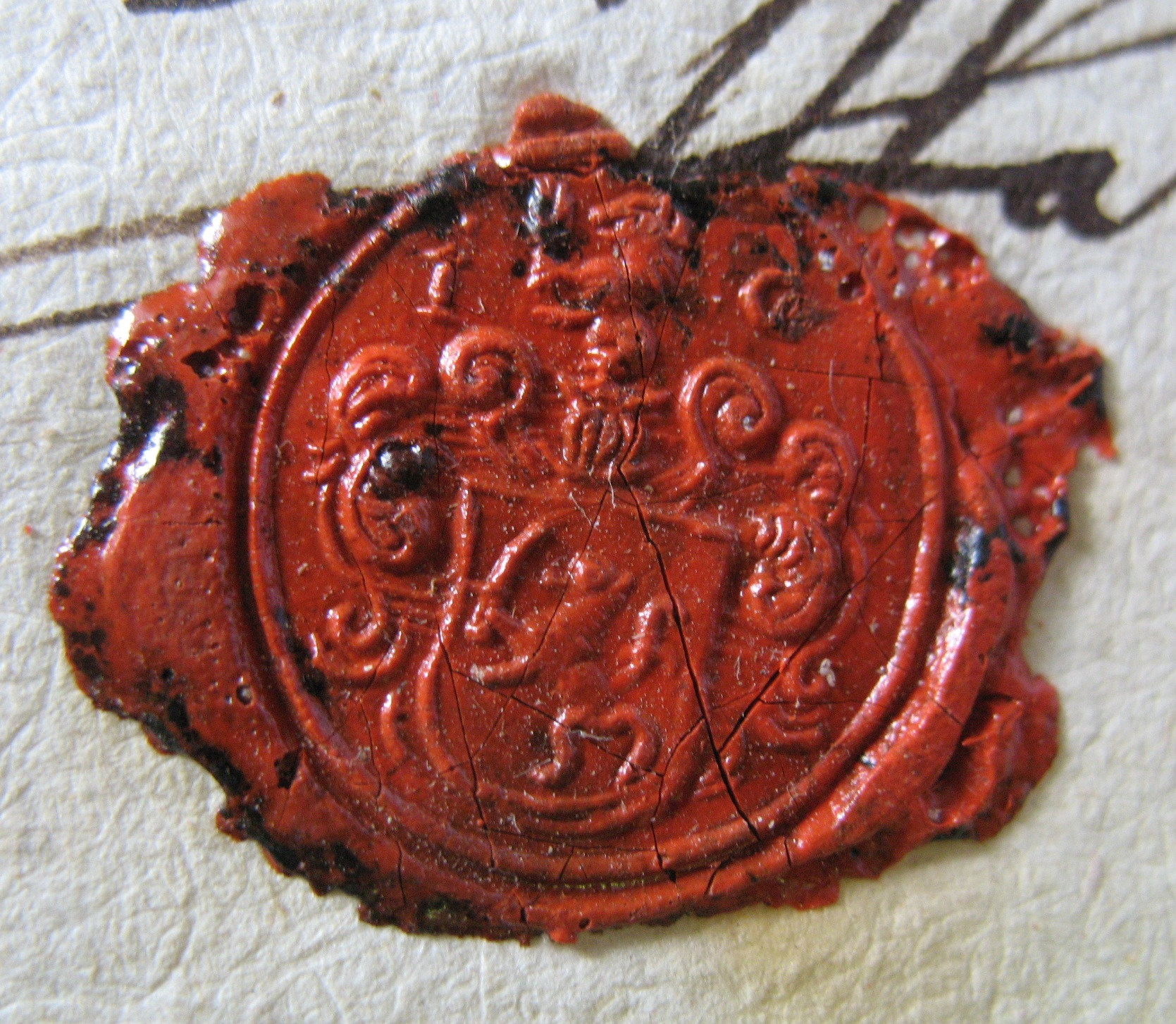
Juhász József verebély széki esküdt pecsétje (1772)
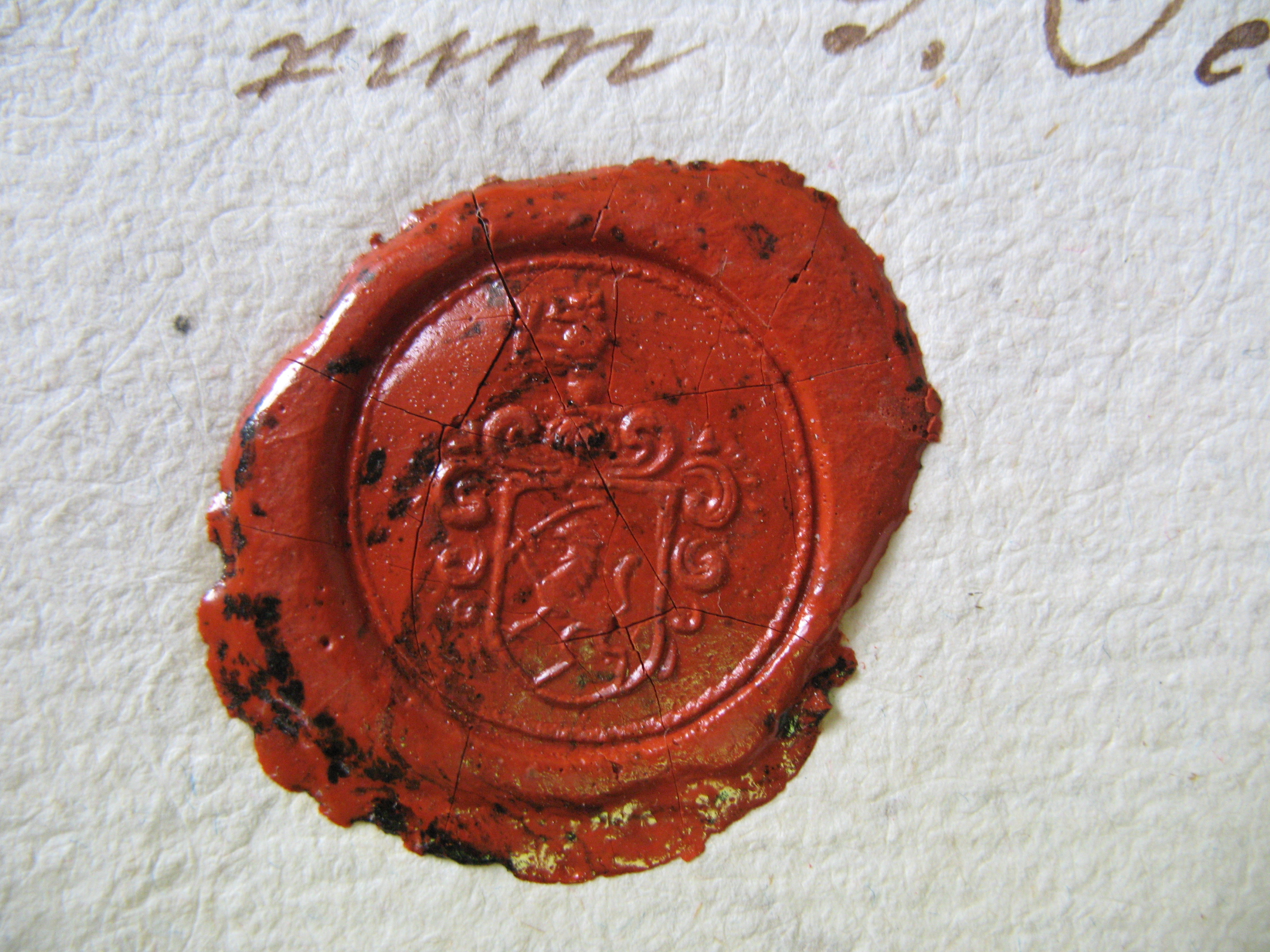
Juhász József verebély széki esküdt pecsétje (1781)
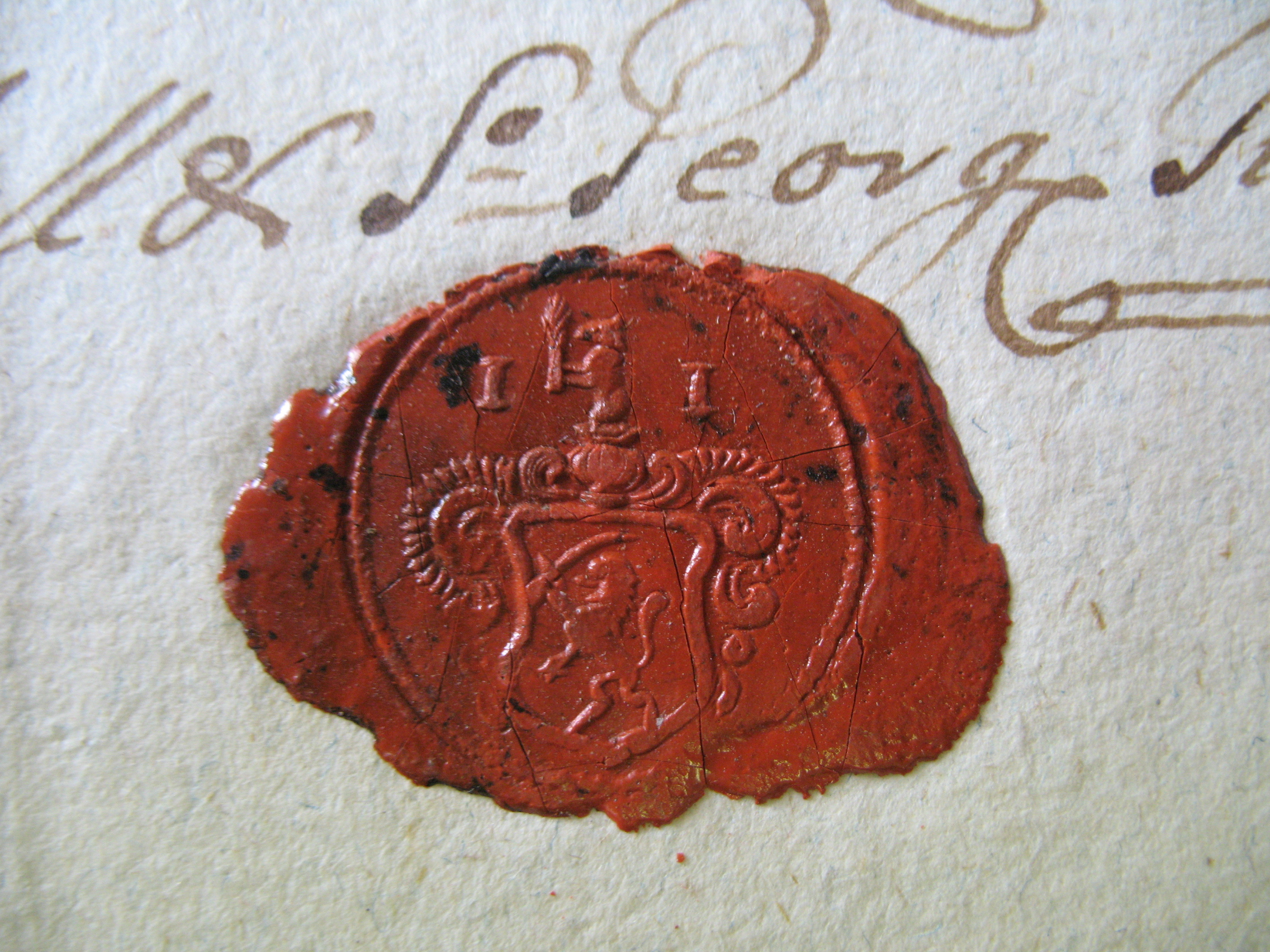
Juhász József verebély széki esküdt pecsétje (1781)

Címerük kékben, pálma/olajfaágat tartó oroszlán vagy párduc. Sisakdísz: pálma/olajfaágat tartó egyszarvú. Takarók: vörös-arany, kék-ezüst.

## Neves családtagok

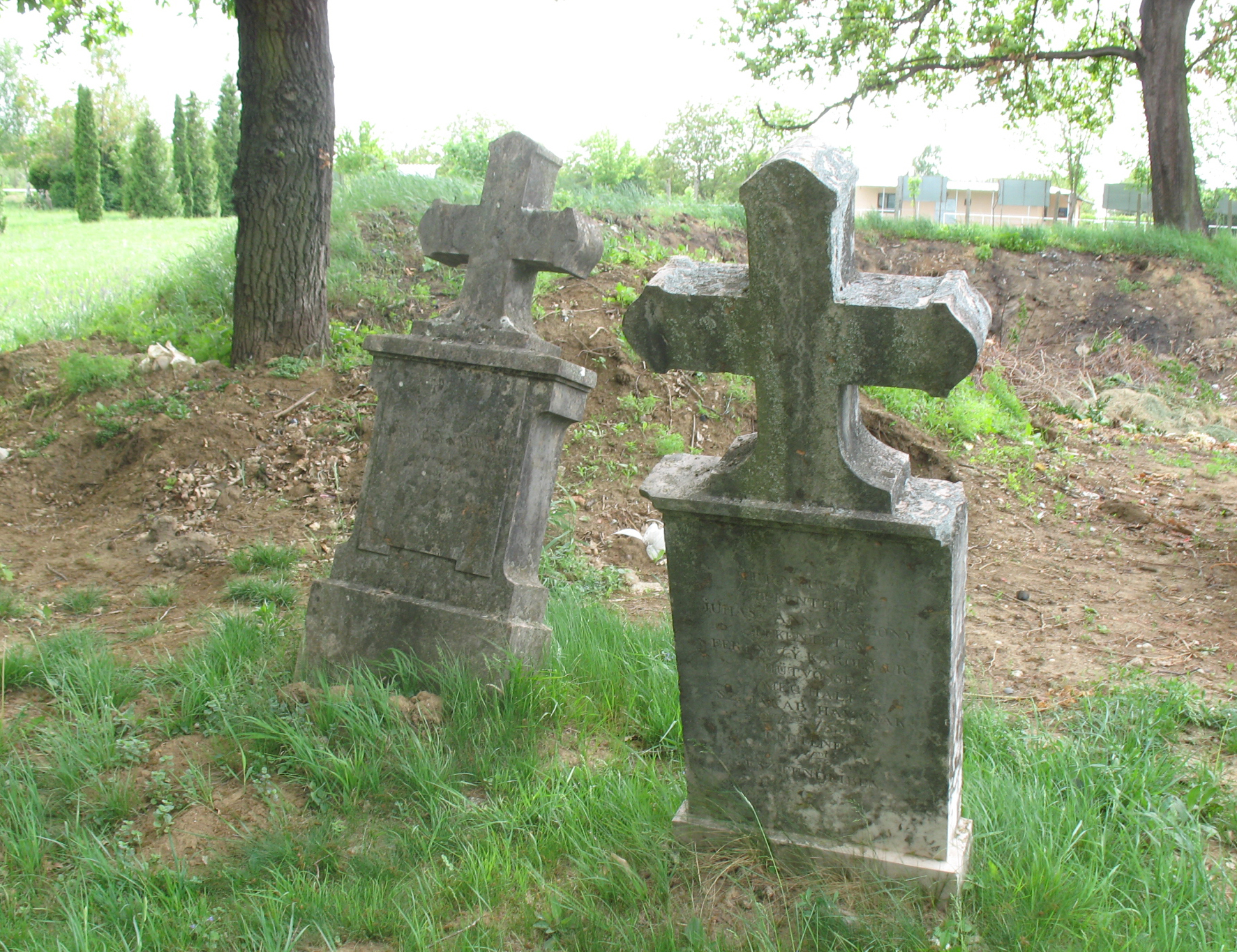
Ferenczy Károly és felesége Juhász Anna sírja Nemespannon
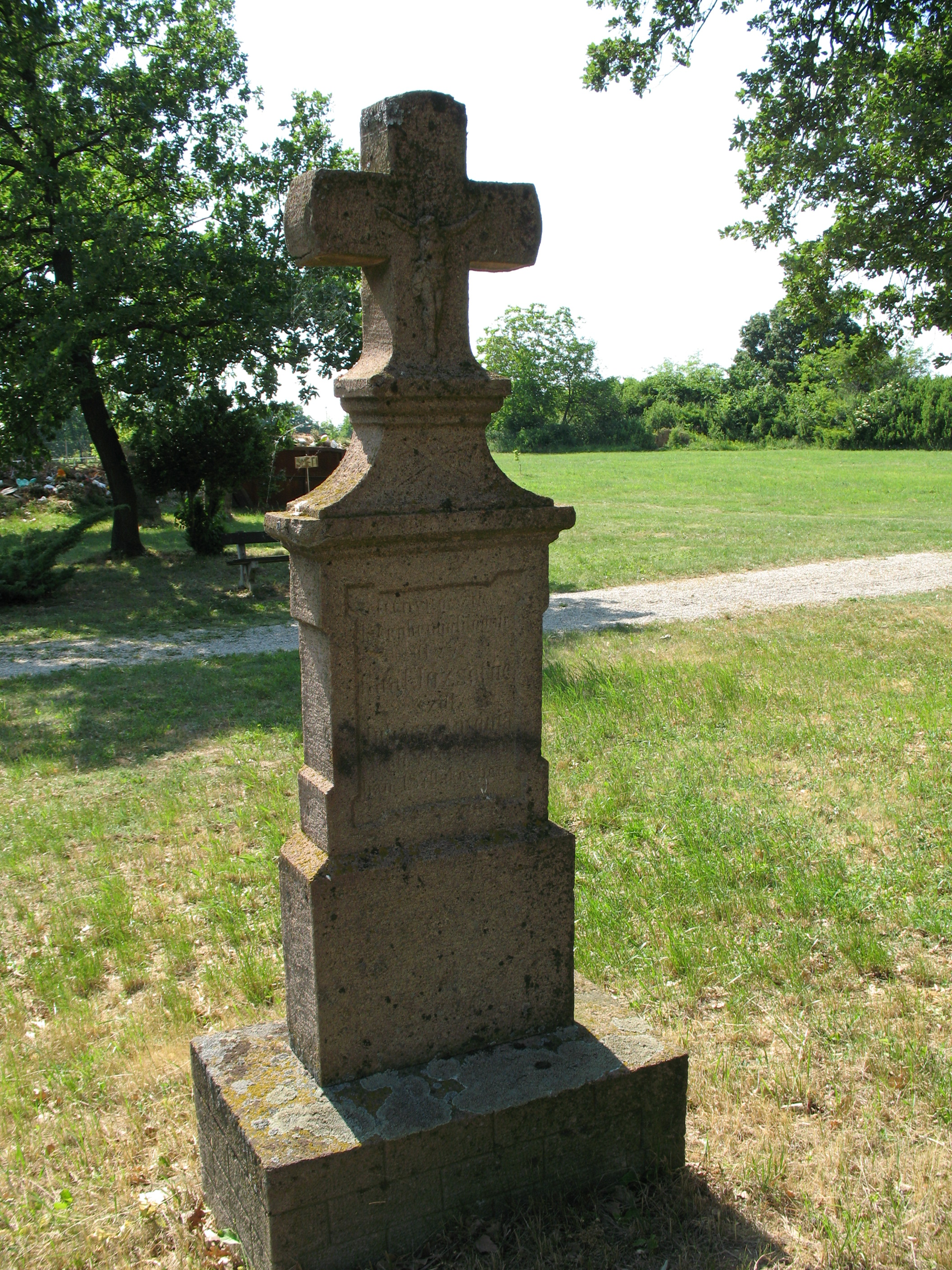
Gaál Józsefné Juhász Antónia sírja Nemespannon
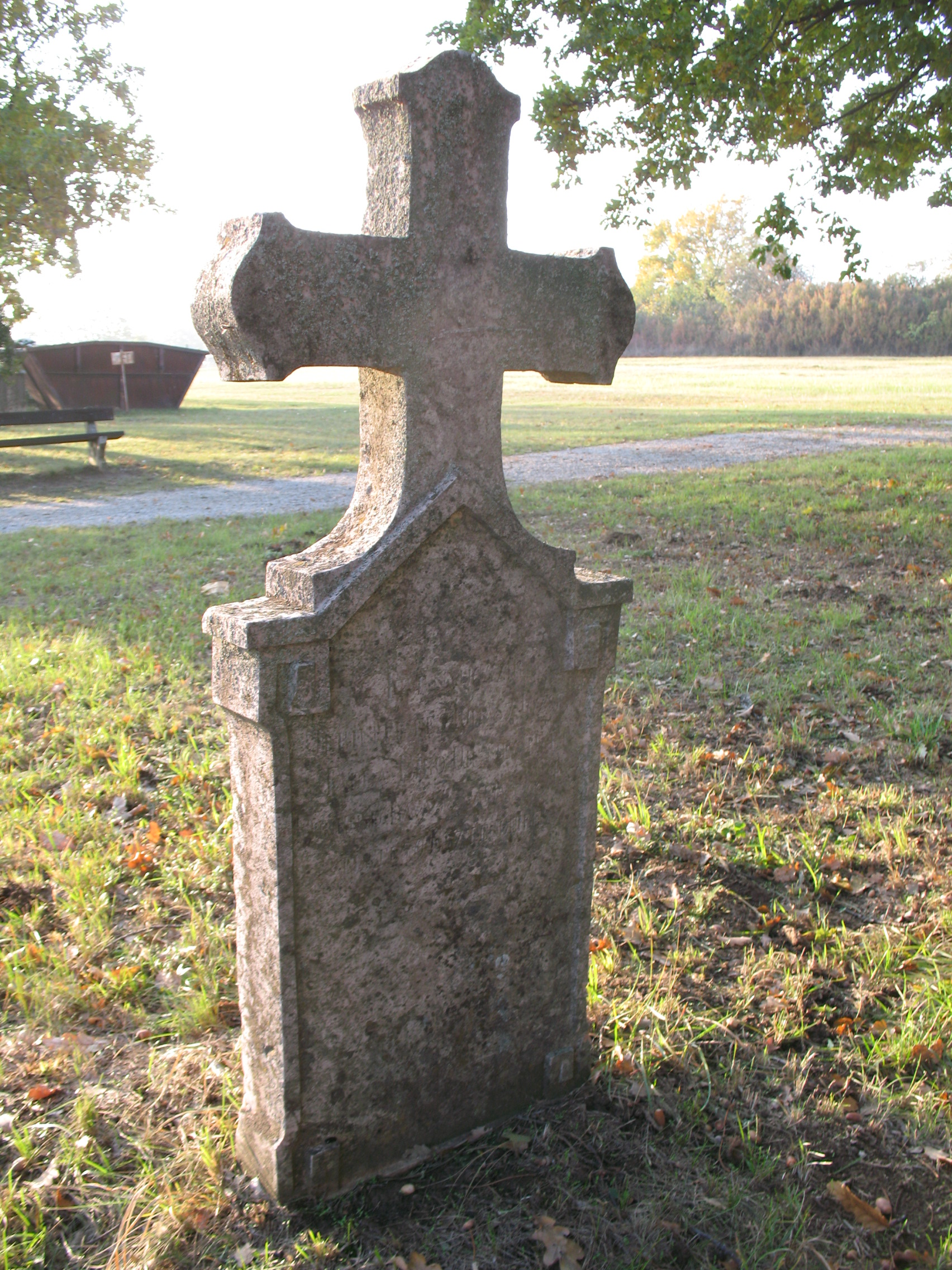
Juhász József 1759-1829 táblabíró sírja Nemespannon

- Juhász János 1754-ben, 1766-ban és 1779-ben a verebélyi szék esküdtje[19]
- Juhász József 1770-ben, 1772-ben, 1774-1775-ben, és 1777-1779 között, illetve 1780-ban és 1784-ben[20] a verebélyi szék esküdtje[21]
- Juhász István 1790-ben Komárom vármegyei esküdt.[2][22]
- Nemespáni Juhász Mihály Medárd (Bajna, 1820. május 26. – Lelesz, 1891. július 5.) premontrei rendi áldozópap, kanonok és gimnáziumi igazgató.
- Juhász Ignác Esztergom megyei hivatalnok, 1848 nyarán nemzetőrszázados, majd végül komáromi honvéd főhadnagy.[23]
- Juhász Béla (1841 körül-1906)[24] zsemléri jegyző,[25] kőhídgyarmati kántortanító[26] és alapító tűzoltóparancsnok, az esztergomvidéki tanító–egylet választmányi tagja,[27] a Magyar Gazdaszövetség tagja.[28]
- Juhász Gyula (1842-1900) szolgabíró, Nyitra vármegye levéltárnoka.
- Juhász Zsigmond (1858-1921), a magyar királyi nemesi testőrség őrnagya.[29]
- Juhász Ödön (1865-1937[30]) magyar királyi kincstári jogügyi tisztviselő, író.[31]
- pánfalvi Juhász Béla (1873-1954) huszárezredes.
- Kislapási Juhász Kálmán a Nyitrai honvédzászlóalj századosa, 1881-1882-ben a Ludovika oktatója.[32]
- Molitorisz Adolf (1801-1855) pedagógus. Felesége Juhász Ernesztina (1820[33]-1891) volt.[34]